# Gonin-Ish
Gonin-Ish es una banda de Metal Progresivo Japonés de Tokyo, creada en 1997 por Masashi Momota (teclados) y Fujishiro (exguitarra). Comenzaron haciendo covers de la banda Anekdoten y no fue hasta el 1998, donde grabaron unos demos que posteriormente en el 2000 se transformaron en su primer álbum de estudio, llamado con el mismo nombre de la banda. El disco logró obtener excelentes críticas por las revistas EAT Magazine, Progressive Rock Magazine, etc. Sus letras están basadas en la literatura japonesa.

## Historia

### 1996 - 2000
En 1996 la banda comienza a hacer covers de la banda Anekdoten con Anoji Matsuoka en la voz y la guitarra. En 1997, la banda comienza el proyecto Gonin-Ish (Gonin: cinco personas, Ish: un poema) con Junichi Harashima (batería), Yukihiro Matsuo (bajo), Masashi Momota (teclados), Fujishiro (guitarra).En 1998, Yukihiro Matsuo se retira de la banda. Graban su primer demo que posteriormente seria su primer álbum de estudio. Kukimoto se une a la banda (bajo).
En el 2000, Gonin-Ish lanza su primer álbum titulado con el nombre de la banda, constituye de 6 canciones, contiene dos canciones de más de 10 minutos (Rou no Aruji y Tsuki to Hangyoujin). El álbum alcanzó excelentes críticas por las revistas EAT Magazine, Progressive Rock Magazine, etc. 

### 2001 - 2010
En 2001 Yukihiro Matsuo reingresa al grupo. En el 2002, sacan su primer single "Muge no Hito" con un videoclip. En el 2003, fujishiro se va del grupo y se integra Fumio Takahashi en las guitarras.
En el 2005, Gonin-Ish lanza su segundo álbum en estudio, titulado "Naishikyo-Sekai", álbum que constituye de 6 canciones y termina con la majestuosa "Akaki Kiouku", canción más larga del álbum con una duración cercana a los 20 minutos. El álbum recibió mejores críticas que el trabajo anterior.
En el 2006, Junichi Harashima deja la banda siendo remplazado por Gaku Yamaguchi.
En el 2007, fueron teloneros de la banda Slavior en su gira por Japón.
En el 2008, "Naishikyo-Sekai" es remasterizado. Y hasta el 2010 no se sabe si lanzaran un nuevo álbum.

## Integrantes

### Actuales
• Fumio Takahashi, Guitarra (2002 - presente)
• Anoji Matsuoka, Voz y Guitarra (1997 - presente)
• Masashi Momota, Piano y Sintetizadores (1997 - presente)
• Tetsuya Oyama, Bajo (2001 - presente)
• Gaku Yamaguchi, Batería (2006 - presente)

### Pasados
• Fujishiro, guitarra (1997-2002)
• Yukihiro Matsuo, Bajo (1997, 1998)
• Kukimoto, Bajo (1998-2001)
• Junichi Harashima, Batería (1997-2005)

## Discografía

### Álbumes de estudio
• 2000: Gonin-Ish
• 2005: Naishikyo-Sekai

### Singles
• 2002: Muge no Hito